# Goodenough (udde)
Goodenough är en udde i Antarktis. Den ligger i Östantarktis. Australien gör anspråk på området.
Terrängen inåt land är mycket platt.  Trakten är obefolkad. Det finns inga samhällen i närheten.